# Orsolobus
Orsolobus là một chi nhện trong họ Orsolobidae.